# رضوان أكنيوان
رضوان أكنيوان (مواليد 15 يناير 1982) لاعب كرة القدم جزائري لعب لنادي شباب بلوزداد الجزائري .

## إحصائيات الفريق الوطني
| منتخب الجزائر | منتخب الجزائر | منتخب الجزائر |
| السنة         | المباريات     | الأهداف       |
| ------------- | ------------- | ------------- |
| 2002          | 2             | 0             |
| مجموع         | 2             | 0             |

## روابط خارجية
- رضوان أكنيوان على موقع قاعدة بيانات كرة القدم.إي يو (الإنجليزية)
- رضوان أكنيوان على موقع ناشيونال فوتبول تيمز (الإنجليزية)
- رضوان أكنيوان على موقع Soccerway.com (الإنجليزية)